# Malbranchea cinnamomea
Malbranchea cinnamomea är en svampart som först beskrevs av Marie Anne Libert, och fick sitt nu gällande namn av Oorschot & de Hoog 1984. Malbranchea cinnamomea ingår i släktet Malbranchea och familjen Myxotrichaceae.   Inga underarter finns listade i Catalogue of Life.